# Aryana Sayeed

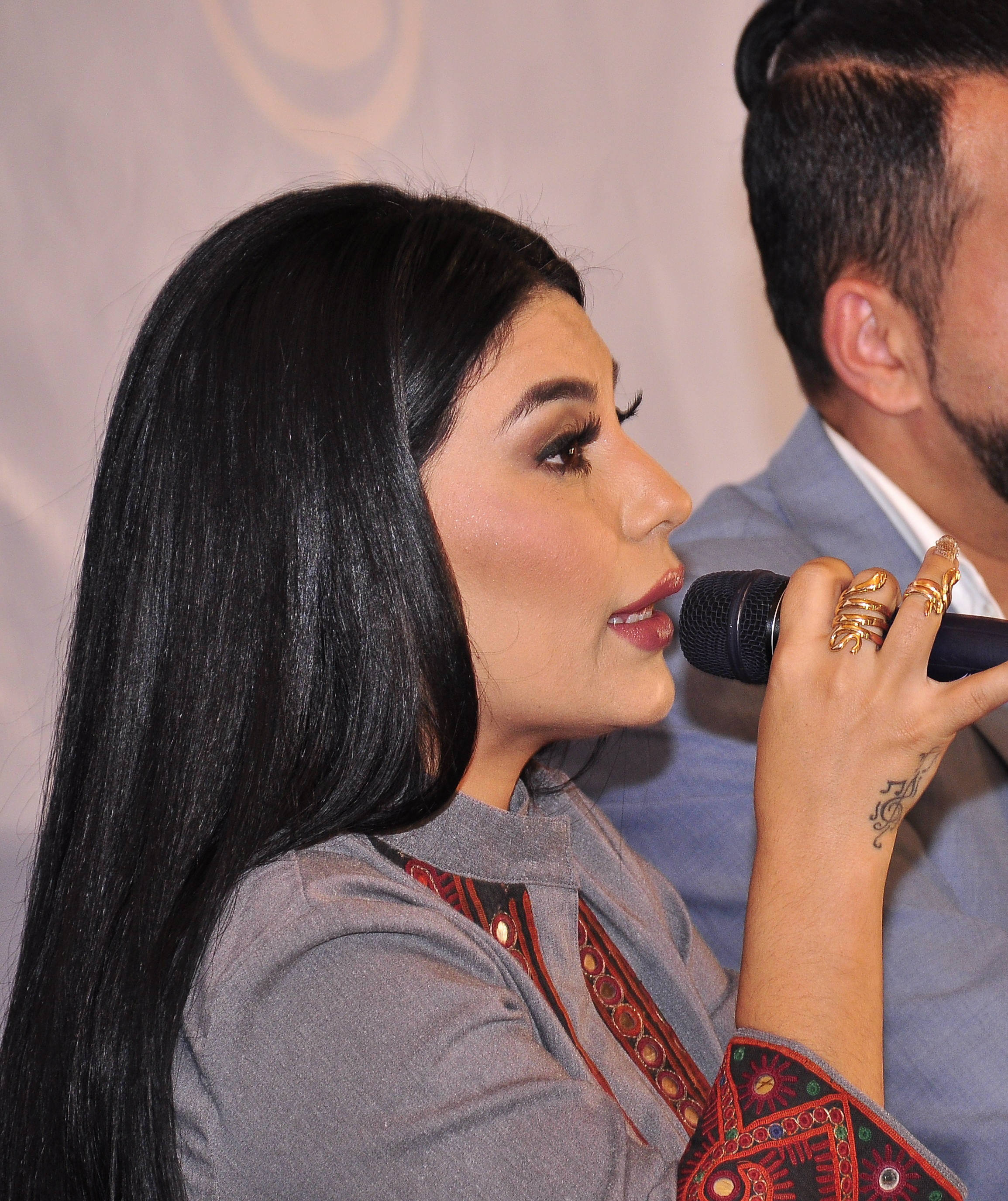
Aryana Sayeed (2015)

Aryana Sayeed (* 14. Juli 1985 in Kabul) ist eine afghanische-britische Sängerin, Komponistin, Moderatorin und Frauenrechtsaktivistin.

## Persönliches
Aryana Sayeed wurde in Kabul geboren. Ihre Mutter gehört zu einer darisprachigen Familie und ihr Vater entstammt einer paschtusprachigen Familie. Sayeed wird dem persischen Kulturkreis des Landes zugerechnet. Sie hat sechs Schwestern. Ihre Eltern migrierten mit der achtjährigen Sayeed und fünf ihrer Schwestern von Afghanistan nach Peshawar, Pakistan. Als Sayeed 12 Jahre alt war, zog die Familie in die Schweiz.
Ab einem Alter von zwölf besuchte sie in der Schweiz eine Musikschule, wo sie an Aufführungen mit dem Chor teilnahm. Diese Anfänge inspirierten sie zu ihrer Karriere. Sie studierte in London und machte einen Abschluss als Betriebswirtin.
Sayeed ist mit Hasib Sayed verheiratet, der als ihr Manager arbeitet. Ihre Nichte Nadia Nadim ist eine dänische Fußballnationalspielerin.
Heute lebt Sayeed in London. Sie besitzt die britische Staatsangehörigkeit.

## Musikkarriere
Als erste Hip-Hop und Popsängerin prägte Sayeed die afghanische Musikindustrie. Sayeed wurde im Jahr 2008 mit dem Hit Mashallah berühmt. Der Durchbruch in ihrem Geburtsland Afghanistan gelang ihr 2011, als ihr Hit Afghan Pesarak erschien. Sie komponiert und schreibt ihre dari- und paschtusprachigen Songs selbst. Sayeed hatte bislang zwei Welttourneen: Aryana – World Tour (2016) und Aryana – New Beginning (2022).
Im Vorfeld zu ihrer zweiten Welttournee trat Sayeed im März 2022 mit dem WDR Funkhausorchester auf. Die Veranstaltung war eine Kooperation des WDR Funkhausorchester und WDRforyou, einem mehrsprachigen Onlineformat, das sich an geflüchtete Menschen richtet. Neben ihr standen die Sängerinnen Rana Mansour und Mahdieh Mohammadkhani auf der Bühne. Der WDR erklärte, mit dem Konzert die kulturelle Völkerverständigung zwischen den Herkunftsländern der Sängerinnen, Afghanistan und Iran, fördern zu wollen.
Sie drehte in Afghanistan ein Musikvideo für ihr nächstes Lied Dilam tang ast. Der Erfolg des Liedes zeigte sich in der afghanischen ATN Award Show, als sie den Preis für das beste Musikvideo und das beste Lied gewann. Sie bekam auch Preise als beste Newcomerin, beste Livesängerin und beste Sängerin. Danach entstand Sayeeds Titel Jelwa in enger Zusammenarbeit mit einem der führenden Sänger der afghanischen Musikindustrie, der auch ihr Entdecker war: Jawid Sharif. Dennoch war es erst das zweite Mal, dass sie zusammen gesungen haben. Ihre erste gemeinsame Performance war der Song Biya Biya.
Im Jahre 2013 arbeitete Sayeed mit mehreren afghanischen Sängern an dem Lied Peroozi az Aan-e mast. Der Song steht für die Kunst und den Sport in Afghanistan. Zur selben Zeit erschien ihr Lied Banoo-e Atash Nesheen. Es beschreibt den Missbrauch an Frauen in Afghanistan und ihre Schmerzen. Ein großes Orchester hat hierfür die Musik eingespielt. Die Dreharbeiten des Musikvideos fanden in Afghanistan statt. Kurz nachdem der Song erschienen war, wurde Sayeed von der BBC zu einem Interview eingeladen. Dort erzählt sie von der generellen Lage der Frauen in Afghanistan und erklärt, wie wichtig ihr dieser Song und seine Bedeutung ist.

## Fernsehkarriere
Sayeed war ab 2011 im afghanischen Fernsehen tätig und moderierte diverse Fernsehsendungen. In ihrer Sendung Shab-e Mosiqi („Musiknacht“) auf 1TV Afghanistan interviewte sie andere Künstler und Künstlerinnen.
2013 erhielt sie einen Vertrag als Coach bei Tolo TV für die Sendung The Voice of Afghanistan 2013.
Seit Ende 2014 steht Sayeed bei dem amerikanischen Energy-Drink Hype Energy für Werbesendungen in Afghanistan unter Vertrag.
Ebenfalls war sie 2015 in der 11. Staffel, 2016 in der 12. Staffel und 2019 in der 14. Staffel Jurymitglied von Sitara-e Afghan („Afghan Star“).

## Aktivismus
Sayeed setzt sich öffentlich für die Rechte afghanischer Frauen ein und macht auf gesellschaftliche Probleme in Afghanistan aufmerksam. Auch in ihren Songs widmet sie sich diesen Themen. Sayeed unterstützte u. a. die Social-Media-Kampagne #WhereIsMyName, die sich für die Nennung von Frauennamen auf Ausweisen und in der Öffentlichkeit in Afghanistan einsetzte.
Die Sängerin bricht gesellschaftliche und religiöse Konventionen Afghanistans, indem sie als weibliche Sängerin öffentlich auftritt und tanzt, ihre Haare nicht bedeckt und westliche Kleidung trägt. Sayeed wurde 2013 mit einer Fatwa belegt, bekommt Morddrohungen und erhält deswegen Personenschutz. Extremisten töteten während eines Drehs Kollegen Sayeeds bei einem Anschlag auf Tolo TV. Dennoch kehrte sie immer wieder nach Afghanistan zurück und führte ihre Karriere fort. Sayeed nutzte eine schutzsichere Weste für den Weg zum Fernsehstudio.
Nach dem Machtantritt der Taliban vom 15. August 2021 musste Sayeed mit einem Flugzeug aus Kabul fliehen. Sie äußerte Ängste, ansonsten umgebracht oder schlimmer, gefoltert und zur Schau gestellt zu werden. Weltweit u. a. im CNN teilte sie ihre Erfahrungen. In dem deutschen News-Format Zervakis & Opdenhövel war sie 2021 zu Gast, um über ihre Flucht zu sprechen.

## Diskografie (Auswahl)

### Alben
- 2020: Ya Mola
- 2020: Azadi
- 2021: For Taliban

### Live-Alben
- 2022: Majlsi
- 2025: World Tour - Live Somewhere

### Singles (Auswahl)
- 2011: Afghan Pesarak
- 2015: Yaar e Bamyani
- 2019: Bache Kabul
- 2020: Saat-e Brand

## Auszeichnungen
AATV Award
- 2012: Beste Sängerin (AATV Award)
- 2012: Beste Livesängerin (AATV Award)
- 2014: Beste Sängerin (AATV Award)
- 2014: Bestes Lied (AATV Award)
- 2014: Bester Textsong (AATV Award)

Ariana Television Awards (ATN Award)
- 2011: Beste Newcomerin
- 2012: Bestes Musikvideo[42]

Rumi Award
- 2013: Beste Sängerin (Rumi Award)
- 2014: Beste Sängerin (Rumi Award)
- 2014: Bestes Lied (Rumi Award)

Sonstige
- 2014: Beste Sängerin (BAM Award)
- 2015: Beste Nationale Sängerin (BAM Award)
- 2017: Preis für Tapferkeit (Afghanistan National Institute of Music)[43]
- 2017: Beste weibliche Künstlerin von Afghanistan[8]
- 2017: Afghan Icon Award[44]
- 2018: Freedom Award (Atlantic Council)[9][12][45]